# サミュエル・デクスター

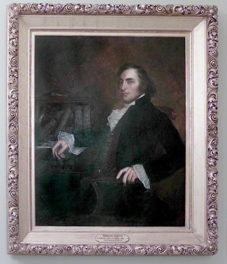
サミュエル・デクスターの肖像画

サミュエル・デクスター（Samuel Dexter, 1761年5月14日 - 1816年5月4日）は、アメリカ合衆国の政治家。草創期のアメリカ合衆国において下院議員、上院議員、および閣僚を経験した数少ない人物の一人である。

## 生涯

### 青年期
1761年、デクスターはマサチューセッツ植民地のボストンで生まれた。デクスターはコネチカット植民地ポンフレットのアーロン・パットナム牧師の下で学び、1781年にハーバード大学を卒業した。その後デクスターはマサチューセッツ州ウースターにおいて、後にアメリカ合衆国司法長官となったレヴィ・リンカーンの下で法学を学んだ。そしてデクスターは1784年に司法試験を通過し、マサチューセッツ州ルーネンバーグで弁護士業を開業した。

### 議会時代
デクスターは弁護士事務所を何度か移転した後、1788年にマサチューセッツ州チャールズタウンに腰を据えた。また同年、デクスターはキャサリン・ゴードンと結婚し、さらにマサチューセッツ州下院議員選挙に当選した。デクスターはマサチューセッツ州の下院議員を1790年まで務めた後、1792年に連邦党から第3回アメリカ合衆国下院議員選挙に出馬、当選を果たした。また1798年には連邦議会の上院議員にも選出され、1799年12月のジョージ・ワシントン初代アメリカ合衆国大統領の追悼式典では、弔辞の執筆を任された。

### 閣僚時代
1800年5月、デクスターはジョン・アダムズ大統領からアメリカ合衆国陸軍長官に指名された。デクスターは陸軍長官として、一般幕僚任務を行うため、佐官級将校の指名および佐官級将校への労働対価の拠出を許可するよう、連邦議会に要求した。
1800年12月、オリヴァー・ウォルコットの財務長官辞任に伴い、アダムズ大統領は後任の財務長官にデクスターに指名した。アダムズ大統領の任期満了まで3ヶ月余であったことからデクスターの起用は臨時的なものであり、重要な政策を担うことは無かった。しかしながら、後にアダムズ大統領はデクスターの閣僚としての功績を次のように述べている。「デクスターには、現役の長官として、陸軍省と財務省との間の複雑に入り組んだ構図に対する細やかな配慮が求められたのだが、彼の気質や知的素質は、まさに相応しいものであった。」と。
アダムズ大統領は任期満了の直前、デクスターに駐スペイン大使の職を提供した。しかしながらデクスターはこれを断り、アダムズの後任のトーマス・ジェファーソンが大統領に就任するまで財務省に残った。

### 晩年
1805年、デクスターはボストンに戻り、弁護士業を再開した。その後、デクスターは米英戦争に対する共和党の考え方を支持し、連邦党を離党した。デクスターは1814年と1815年に共和党員としてマサチューセッツ州知事の選挙に出馬したが、いずれも敗北した。デクスターは禁酒運動の熱烈な賛同者であり、マサチューセッツ州における初の公的組織を統轄した。
1816年、デクスターはニューヨーク州アセンズにある、デクスターの息子の自宅で死去した。デクスターの遺体はマサチューセッツ州ケンブリッジのマウント・オーバーン墓地に埋葬された。